# باشگاه فوتبال کونگ آن هانوی
باشگاه فوتبال کونگ آن هانوی یک باشگاه فوتبال در شهر هانوی در کشور ویتنام می‌باشد که در سال ۱۹۵۶ تاسیس و در لیگ فوتبال ویتنام بازی می‌کند.